# Діатез
Діатези (грец. διάθεσις — нахил) — одна з форм реактивності організму, що характеризується своєрідними реакціями на звичайні подразники, що призводять до тих чи інших захворювань і являють собою сукупність спадкових і набутих властивостей організму. Діатези — це не хвороба, а схильність до тієї чи іншої патології, яка може реалізуватися, а може і ні.
У медицині діатез характеризують як аномалію конституції. Це такий стан, при якому обмін речовин і функції організму на певній стадії розвитку приходять в тривалу нестійку рівновагу. Механізми нервової регуляції не забезпечують правильну роботу всіх органів і систем, і змінюють адаптаційні можливості. Унаслідок цих процесів найзвичайніші життєві умови і фізіологічні подразники можуть викликати патологічну реакцію і спричинити розвиток захворювання.

## Дитячий
«Дитячий» діатез (ексудативний) вперше виявляється в перші місяці життя і досягає бурхливого розквіту в півроку. Стихає він у три — п'ять років. Для прискорення процесу необхідне дотримання визначеної антидіатезної дієти: розумне споживання білка і натуральних вітамінів у вигляді свіжих овочів і фруктів. Відбувається такий діатез через незрілість захисних функцій організму, нездатних до певного часу «дозувати» реакцію на зовнішні подразники. З цієї причини у багатьох немовлят легко виникають попрілості, потертості та пелюшковий дерматит. З віком відбувається зміцнення імунітету, і дитина переростає свій діатез.
З розвитком медичної науки конкретизувалися уявлення про механізми тієї чи іншої схильності, що призвело до виділення окремих «діатезних» захворювань.
Такі діатези у дітей найчастіше зустрічаються:
- алергійний діатез
- ексудативно-катаральний діатез
- лімфатико-гіпопластичний діатез
- нервово-артритичний діатез

Крім того, зберігся термін «геморагічний діатез», що поєднує захворювання, які характеризуються підвищеною кровоточивістю.

## Дорослий
Окрім дитячого, розрізняють два види «дорослого» діатезу, що відображають абсолютно різні конституції.

### Гіперстенічний
Перший — гіперстенічний, який можна характеризувати словом «занадто». У людей такої конституції все «занадто» — артеріальний тиск, серцебиття, вага, емоції, щільність шкіри, зв'язок і хрящів. Такі люди хворіють з високою температурою, голосно і розкотисто регочуть, самозабутньо радіють, смертельно ображаються, багато їдять і міцно сплять.

### Астенічний
Другий — астенічний. У людей з ним все «недо». Низький тиск, мляві судини, слабкі тканини і тиха мова. Такі люди мало їдять, погано сплять і швидко втомлюються. Хворіють вони майже без температури.
Розрізняють ще алергічний діатез, який вважається за передпочаток підступного і багатоликого захворювання — алергії.
Носії описаного діатезу, природно, схильні до певних порушень здоров'я. Для кожного виду — вони свої. Життєрадісному гіперстеніку загрожують проблеми, пов'язані з бурхливо «засолюючимися» суглобами і результатами хронічної гіпертонії. Астенік же, схильний до в'янення кістково-м'язового апарату і хвороб від недостатнього кровообігу. Але ще раз, діатез — це тільки схильність, і вона зовсім не зобов'язує до хвороби.

## Профілактика
Для ослаблення діатезу цілком реально допомогти собі відповідними дієтами. Гіперстенікам, для профілактики, підійде все «солегінне». Це кабачки і кавуни, гарбуз і огірки, супи-пюре і каші всіх можливих видів. Дуже рекомендується зелений чай і нейтральна вода. Бажано максимально обмежити м'ясо, помідори і баклажани.
Астенікам допоможуть різноманітні бульйони, нежирне м'ясо, кисломолочні продукти і солоності. Найкращі напої — чорний чай і кава. Не піде на користь свіже молоко, маринади і грубі городні делікатеси.
На додаток до всього для обох типів будуть дуже корисні прогулянки на свіжому повітрі, плавання, заняття гімнастикою.